# Estación de Vallvidrera (apeadero)
La estación de Vallvidrera (en catalán y según FGC Baixador de Vallvidrera) es un apeadero de ferrocarril suburbano de la red de Ferrocarriles de la Generalidad de Cataluña (FGC) perteneciente a las líneas S1 y S2 de la línea Barcelona-Vallés situada en el barrio de Vallvidrera, en el distrito de Sarriá-San Gervasio de Barcelona. La estación tuvo en 2018 un tráfico de 440 653 de pasajeros, correspondientes al Metro del Vallés

## Situación ferroviaria
Se sitúa en el punto kilométrico 3,8 de la línea de ancho internacional Sarriá-Las Planas. La estación se halla a 244 metros de altitud. El tramo es de vía doble y está electrificado.

## Historia
La estación fue puesta en servicio el 28 de noviembre de 1916, con apertura al tráfico del tramo de la línea Sarríá-Les Planes. Las obras corrieron a cargo de la Compañía de los Ferrocarriles de Cataluña (FCC), constituida por Frederick Stark Pearson, que en 1912 había integrado a su predecesora, la Compañía del Ferrocarril Sarriá a Barcelona (FSB). Ésta a su vez adquirió a la que dio origen a la línea del Vallés, la Compañía del Ferrocarril de Barcelona a Sarriá (FBS), debido a la acumulación de deudas de esta última, en 1874.
En 1936, con el estallido de la Guerra Civil, la compañía propietaria de la línea pasó a manos de colectivizaciones de obreros que se hicieron cargo de la infraestructura y la gestión de la línea. En 1939 fueron devueltas a sus propietarios antes de las colectivizaciones.
Cabe destacar que en 1941, con la nacionalización del ferrocarril en España, FCC, FSB y sus infraestructuras no pasaron a ser gestionadas por RENFE, debido a que la línea no era de ancho ibérico.
La Compañía del Ferrocarril de Sarriá a Barcelona (FSB), a partir de la década de 1970, empezó a sufrir problemas financieros debido a la inflación, el aumento de los gastos de explotación y tarifas obligadas sin ninguna compensación. En 1977 después de pedir subvenciones a diferentes instituciones, solicitó el rescate de la concesión de las líneas urbanas pero el Ayuntamiento de Barcelona denegó la petición y el 23 de mayo de 1977 se anunció la clausura de la red a partir del 20 de junio. El Gobierno evitó el cierre de la red de FSB otorgando por Real decreto la explotación y las líneas a Ferrocarriles de Vía Estrecha (FEVE) el 17 de junio de 1977, de forma provisional, mientras el Ministerio de Obras Públicas del Gobierno de España, la Diputación de Barcelona, la Corporación Metropolitana de Barcelona y la Ayuntamiento de Barcelona estudiaban el régimen de explotación de esta red. Debido a la indefinición se produjo una degradación del material e instalaciones, que en algún momento determinaron la paralización de la explotación.
Con la instauración de la Generalidad de Cataluña, el Gobierno de España traspasó a la Generalidad la gestión de las líneas explotadas por FEVE en Cataluña, gestionando así los Ferrocarriles de Cataluña a través del Departamento de Política Territorial y Obras Públicas (DPTOP) hasta que se creó en 1979 la empresa Ferrocarriles de la Generalidad de Cataluña (FGC), la cual integraba el 7 de noviembre de 1979 a su red estos ferrocarriles con la denominación Línea Cataluña y Sarriá.

## La estación[3]
La estación se sitúa justo a la entrada de la boca norte del túnel de Collserola. Originariamente tenía el edificio de viajeros a la izquierda de las vías, con acceso desde la carretera de Vallvidrera. Dispone de las dos vías generales, con dos andenes laterales. En los años 50 del pasado siglo se modificó, elevando los andenes y cambiando el paso a nivel de uno a otro andén, por un paso superior sobre la boca del mismo túnel. Además, se sustituyó el antiguo edificio de viajeros por uno más modesto, de nueva planta, y situado al nuevo acceso de la estación, así como sala de espera en el andén dirección Barcelona.
La nueva distribución es la que se mantiene actualmente, disponiendo del acceso principal desdela carretera de Vallvidrera a través de una escalera y una rampa hasta la zona de entrada, donde se hallan las máquinas de venta de billetes y la barreras tarifarias de control de acceso bajo una de las marquesinas El pequeño edificio de viajeros dispone de servicio público, entre otras dependencias. Desde la explanada sobre la boca del túnel de Collserola es posible bajar a ambos andenes por una escalinata y un ascensor. Los andenes se prolongaron en los años 90 para dar cabida a los trenes de cuatro coches y están parcialmente cubiertos por marquesinas metálicas. Existe un segundo acceso a desde la escuela Vil·la Joana y el barrio del Rectoret al andén de la via 1, que dispone de control de accesos pero no máquinas de autoventa.

## Galería de imágenes

Serie 112 destino Sabadell (S2)
Serie 113 destino Barcelona (S1)

## Servicios ferroviarios
El horario de la estación se puede descargar del siguiente enlace. El plano de las líneas del Vallés en este enlace. El plano integrado de la red ferroviaria de Barcelona puede descargarse en este enlace. Existen 3 líneas, la S5, S6 y S7 que a pesar de circular por la estación, no efectúan parada en la misma.
| << cabecera                   | < estación        | línea                     | estación > | cabecera >>             |
| ----------------------------- | ----------------- | ------------------------- | ---------- | ----------------------- |
| Línea Barcelona-Vallés de FGC |                   |                           |            |                         |
| Barcelona-Plaza de Cataluña   | Pie del Funicular |                           | Las Planas | Tarrasa-Naciones Unidas |
| Barcelona-Plaza de Cataluña   | Pie del Funicular | Sabadell-Parque del Norte | Las Planas |                         |